# 依光晃一郎
依光 晃一郎（よりみつ こういちろう、1977年5月8日 - ）は、日本の政治家。高知県香美市長（1期）。元高知県議会議員（3期）。

## 来歴
高知県香美郡土佐山田町（現・香美市）生まれ。土佐高等学校を経て、2002年東京都立大学経済学部卒。帰郷し家業を継いで、2011年高知県議会議員選挙に立候補して当選する。3期務め、自由民主党に所属した。
2022年3月、香美市長選挙に立候補し、現職の法光院晶一を破って当選した。